# Henri Gaidoz
Henri Gaidoz, född 28 juli 1842 i Paris, död där 1 april 1932, var en fransk etnolog och lingvist inriktad på keltiska språk.
Gaidoz studerade i Paris och 1865-66 i Berlin. Han blev 1872 professor i geografi och etnografi vid École libre des sciences politiques och 1876 i keltiska språk och litteratur vid École pratique des hautes études i Paris. Han uppsatte 1870 tidskriften "Revue celtique", och 1877, tillsammans med Eugène Rolland, "Mélusine, revue (recueil) de mythologie, littérature populaire, traditions et usages", främst inriktad på folklore. Förutom bidrag till dessa och andra vetenskapliga tidskrifter författade han bland annat Esquisse de la religion des gaulois (1879-81), Le blason populaire de la France (tillsammans med Paul Sébillot, 1884), Les religions de la Grande Bretagne (1885) och Le dieu gaulois du soleil et le symbolisme de la roue (1886).